# Крупнейшие морские катастрофы XIX века
Список океанских, морских и речных катастроф в XIX веке, в результате которых погибло более 100 человек:

## 1800—1810
- 1800
  - 17 марта на рейде Ливорно загорелся и взорвался британский линейный корабль «Королева Шарлотта». Из 859 человек на борту погибло 673.
- 1801
  - 16 марта потерпел крушение линейный корабль Королевского военно-морского флота Великобритании «Invincible»; погибло около 400 человек.
- 1804
  - январь — во время патрулирования в Северном море разбился о рифы неподалёку от Арброта и затонул 64-пушечный британский линейный корабль третьего ранга «Йорк»; весь экипаж судна, состоящий из 491 матроса и офицера, погиб вместе с линкором[1].
- 1805
  - 5 февраля британское судно «Граф Абергавенни»[англ.] затонуло вблизи Портленд Билл[англ.]; погибло 263 человека.
- 1806
  - 20 октября в Тунисском проливе затонуло судно HMS Athenienne[англ.]; погибло 347 человек[2].
- 1807
  - 5 февраля у острова Родригес была потеряна связь с британскими кораблями «Blenheim» и «Java»; погибло около 870 человек.
  - 14 февраля близ острова Тенедос сгорел британский линейный корабль «Ajax». Около 300 человек погибли.
- 1810
  - 22 декабря во время плавания из Гётеборга в Великобританию потерпел крушение британский линейный корабль третьего ранга «Минотавр»; погибло, по разным оценкам, от 370 до 570 человек[3].
  - 28 декабря у побережья Ирландии потерпело крушение во время шторма британское судно «Элизабет»[англ.]; погибло около 400 человек[4].

## 1811—1820
- 1811 
  - 24 декабря произошла крупнейшая двойная морская катастрофа первой половины XIX века: близ побережья Ютландии разбились британские линейные корабли «Defence» и «St George». Общее число погибших в этом кораблекрушении составило 1318 человек (на первом корабле из 593 человек спаслось лишь шесть членов экипажа, на втором корабле из 738 человек находившихся на борту выжили только семь).
- 1814 
  - октябрь — американский шлюп «Оса»[англ.] пропал в Карибском море вместе со 173-я пассажирами и членами команды находившимися на борту.
- 1815 
  - 30 мая судно Британской Ост-Индской компании «Арнистон»[англ.] было разрушено штормом близ побережья Южной Африки; 372 человека погибло[5].
- 1816 
  - 30 января британское судно «Sea Horse»[англ.] зафрахтованное для перевозки войск затонуло на пути из Рамсгита в Корк; погибло 378 человек. Практически одновременно потерпели крушение два других судна «Boadicea» и «Lord Melville» выполнявшие эту же задачу, число жертв в катастрофе которых составило 190 и 12 человек соответственно[6].
  - 2 июля из-за навигационной ошибки французский фрегат «Медуза» потерпел крушение у северо-западного побережья Африки; в катастрофе погибло около 150 человек[7].

## 1821—1830
- 1822 
  - 6 февраля китайское судно «Тэк Синг» наскочило на рифы близ острова Банка; погибло 1600 человек (второе, по числу жертв, кораблекрушение XIX века после гибели «Султанши»).
  - 21 апреля 18-пушечный бриг Confiance потерпел крушение близ побережья ирландского графства Корк; все 120 членов экипажа корабля погибли в катастрофе[8]
- 1826 
  - май — французский корабль «Nathalie» затонул близ острова Ньюфаундленд; в катастрофе погибло 189 человек из 250 находившихся на борту судна[9].

## 1831—1840
- 1832 
  - 4 декабря затонуло британское судно «Ривал» (англ. «Rival») перевозившее добровольцев на Мигелистскую войну; все 432 человека находившиеся на борту корабля погибли[10].
- 1833
  - 11 мая после столкновения с айсбергом затонул в Атлантическом океане английский парусник «Владычица Озера»[англ.]. Погибли 215 человек.
  - 31 августа потерпел катастрофу британский корабль «Amphitrite»[англ.] перевозивший заключённых; погибло 133 человека.
- 1835
  - 13 мая неподалёку от острова Тасмания затонуло британское судно «Нева»[англ.]; погибло 224 человека (в основном женщины и дети)[11].
- 1837
  - 16 февраля в кораблекрушении английского парусника «Jane and Margaret» близ острова Мэн погибло более двухсот человек.
  - 9 мая в США на реке Миссисипи погибли 175 человек во время пожара на колёсном пароходе «Sherrod».
  - 29 октября на реке Миссисипи затонул, в результате столкновения с другим судном, пароход «Monmuuth», Погибли 234 человека.
- 1838 
  - 14 июня на пути из города Саванна в порт Балтимора близ берегов Северной Каролины взорвались паровые котлы американского колёсного парохода «Пьюласки» (англ. Pulaski). В результате чрезвычайного происшествия погибли 140 пассажиров и членов экипажа корабля.
- 1840
  - 13 января на пути из Нью-Йорка в Стонингтон потерпел катастрофу «Лексингтон»[англ.] — колёсный пароход шедший под флагом США. В результате возникшего на борту судна пожара погибли сто сорок человек.

## 1841—1850
- 1841
  - 19 февраля выполняя рейс из Ливерпуля в Нью-Йорк, недалеко от юго-западного побережья Альбиона столкнулся с другим водным судном и затонул американский парусный корабль «Govener Fenner». Число погибших — 122 человека.
  - 11 марта потерпело катастрофу британское судно «Президент», трагедия унесла жизни 136 человек, находившихся на борту корабля.
  - 9 августа на озере Эри на борту одноимённого парохода (англ. Erie) произошёл пожар, жертвами которого стали 175 человек.
- 1842
  - 28 августа потерпел крушение британский корабль «Ватерлоо»[англ.]; погибло 189 человек[12].
  - 30 августа между Северным и Балтийским морями, проливе Скагеррак в сильный шторм наскочил на подводные камни и затонул идущий под Андреевским флагом «Ингерманланд» — 74-пушечный линейный корабль Военно-Морского Флота Российской империи. В результате катастрофы погибли 389 человек (включая 20 офицеров, 21 женщину и 7 детей).
- 1845
  - 4 августа судно «Катаракви» потерпело крушение близ острова Кинг; погибло около 400 человек. Эта морская катастрофа по сей день является крупнейшей по числу жертв в мирное время в истории Австралии.
- 1847
  - 14 апреля британское судно «Клеопатра»[англ.] перевозившее каторжников из Мумбаи в Сингапур затонуло во время тропического циклона; погибло более 250 человек[13].
  - 28 апреля следуя из Лондондерри в Квебек, потерпел кораблекрушение британский парусник «Exmouth». Погибли 248 человек, спастись удалось лишь троим.
  - 21 ноября в результате пожара погибает на озере Мичиган голландский пароход «Феникс» (англ. Phoenix). Жертвами катастрофы стали 240 человек.
  - 20 декабря фрегат «Мститель» («Avenger») с Юнион Джеком на мачте терпит крушение около побережья Африки. Из экипажа численностью в двести человек сумели спастись лишь четыре офицера и пять матросов, остальные (191 человек) погибли.
- 1848 
  - 24 августа в устье реки Мерсей загорелся американский парусник «Монарх Океана»[англ.]. Трагедия произошла почти сразу после выхода из порта Ливерпуль. Итог катастрофы — более двухсот погибших.
- 1849
  - 27 июня в тумане столкнулись американский парусный корабль «Чарльз Баррет» (англ. «Charles Bartlett») и английский пароход «Европа» (англ. Europe); погибли 146 человек[14][15].
- 1850
  - 30 марта пароход «Royal Adelaide» под американским флагом наскочил на мель близ города Маргит. Погибли четыреста человек.
  - 17 июня на американском судне «Г. П. Гриффит»[англ.] возник пожар в результате которого погибло до 289 человек[16].
  - 23 октября на рейде порта Константинополя произошёл мощный взрыв на борту флагманского турецкого линейного корабля «Neiri Shevkat». Погибли более пятисот человек, в числе которых был вице-адмирал Махмуд-паша со своей свитой. Количество пострадавших — раненых, травмированных и покалеченных превысило две сотни.

## 1851—1860
- 1851
  - 29 января на реке Миссисипи после сильного удара о топляк (притопленный ствол крупного дерева) потерпел кораблекрушение колёсный пароход «John Adams», в результате чего погибли 123 человека.
- 1852
  - 4 января в Атлантике загорелся самый большой в мире (по мнению британской прессы) деревянный колёсный пароход «Амазонка». Около ста погибших.
  - 26 февраля британский фрегат «Биркенхед»[англ.] затонул после удара на подводный камень около мыса Доброй Надежды. Из 630 человек на борту погибают 454 члена экипажа парусно-колёсного судна.
  - 20 августа на озере Эри, после столкновения с другим судном терпит крушение американский пароход «Atlantic». В катастрофе погибли более 250 человек.
- 1853
  - 3 мая недалеко от Багамских островов при кораблекрушении парусника «William and Mary» (США) погибли 170 человек.
  - 12 августа порт города Мельбурна покинуло британское судно «Мадагаскар»[англ.], которое направлялось в Лондон; на борту корабля находилось 160 человек. После этого судно никто больше не видел.
  - 29 сентября близ Шотландии гибнет на скалах парусное судно «Annie Jane». Жертвами трагедии стали 348 человек[17].
  - 24 декабря неподалёку от побережья штата Калифорния затонул американский пароход «Сан-Франциско» (англ. San Francisco). Перед этим на судне начала свирепствовать жёлтая лихорадка. общее число погибших в этом путешествии составило 240 человек.
  - 30 декабря на пути из Ливерпуля в Бостон близ острова Сиил садится на мель и тонет парусное судно «Стаффордшир» (англ. Staffordshire). Погибли 178 человек.
- 1854
  - 21 января произошло кораблекрушение RMS Tayleur; около 400 погибших[18].
  - март — по пути из Ливерпуля в Филадельфию пропало английское судно «Сити оф Глазгоу»[англ.]; вместе с пароходом в Атлантике погибло более 400 человек (в основном эмигранты направлявшиеся в Новый Свет)[18].
  - 16 апреля — американский парусник «Powhattan»[англ.] следуя из порта Гавра в Нью-Йорк, разбился на мели близ побережья Соединённых Штатов; погибло 311 человек[18][19].
  - 28 или 29 апреля столкнулись два парусных судна «Favourite» (Германия) и «Hesper» (США). После удара немецкий корабль затонул, при этом погиб 201 человек[20][21].
  - 10 мая выйдя из Мадраса попало в шторм и затонуло парусное судно «Lady Nugent». Погибло более четырёхсот человек.
  - 27 сентября пассажирский пароход «Арктика» (англ. «Arctic») направляясь с Британских островов в Новый Свет столкнулся с пароходом «Веста» («Vesta») шедшим под французским флагом и затонул у мыса Рейс. Итог аварии — около 350 погибших[18].
  - 13 ноября парусный корабль «Новая Эра»[англ.] под флагом США, на пути из Бремена в Нью-Йорк, разбился в 15 милях к югу от мыса Сэнди-Хук. Погибло около трёхсот человек[18].
  - 13-16 ноября во время сильнейшего шторма у Балаклавы британский фрегат «HMS Prince (1854)» (более известен как «Черный принц») и десять других кораблей англо-французской эскадры потерпели крушение. Погибли более 500 человек[18].
  -  ? — военный шлюп «Олбани» («Albany») под флагом США, выйдя из Колона в Нью-Йорк, пропал без вести вместе с экипажем и пассажирами (всего 193 человека)[18].
- 1855
  - 1 мая недалеко от города Фалмут разбился о скалы британский парусник «John». В результате ЧП погибли 196 человек.
- 1856
  - 23 января из Ливерпуля по направлению к Нью-Йорку вышел пассажирский пароход «Пацифик»[англ.] под флагом Соединённых Штатов Америки; после этого судно пропало. На борту корабля находилось более 200 человек[22].
  - 30 января на мелководье разбилось парусное судно «Cazador»[англ.] ВМС Чили. Погибли 315 военнослужащих из 358 находившихся на борту[22].
  - 20 февраля после столкновения с айсбергом затонул американский парусник «John Ratlege». В катастрофе погибли 135 человек[22].
  - 2 ноября в Атлантике, близ острова Нантакет затонул, после столкновения с другим судном, пассажирский пароход «Lyonnals». Погибли 260 пассажиров и членов экипажа корабля[22].
- 1857
  - февраль — пассажирское судно «Темпест»[англ.], пропала в Атлантическом океане; на борту судна находилось около 150 человек[22].
  - 26 июня следуя из Квебека в Монреаль загорелся пароход «Montreal». Огонь унёс жизни 250 человек[22].
  - 20 августа из-за ошибки навигатора налетел на скалы и затонул около города Сидней клипер Соединённого королевства «Данбар»[англ.]. Из 113 людей находившихся на борту судна чудом выжил только один[22].
  - 10 сентября российский 84-пушечный линейный корабль «Лефорт» на переходе в составе эскадры из Ревеля в Кронштадт попал в шторм со шквалами, опрокинулся и затонул вблизи острова Большой Тютерс. Погибли все находившиеся на борту — 826 человек: 13 офицеров, 743 матроса, 53 женщины и 17 детей[22].
  - 12 сентября следуя из Гаваны (Куба) в город Нью-Йорк, во время шторма затонул пароход «Central America» (США). Погибли более четырёхсот человек[22].
- 1858
  - февраль — британское судно «Сапфо»[англ.] потерпело крушение у юго-восточного побережья Австралии; погибло 147 человек.
  - 13 июня на реке Миссисипи близ Мемфиса у американского колёсного парохода «Пенсильвания»[англ.] взорвался паровой котёл. В результате погибли 160 человек[22].
  - 13 сентября германское паровое колёсное судно «Австрия»[англ.] загорелось во время рейса из Гамбурга в Нью-Йорк. в результате кораблекрушения погиб 471 человек[23].
- 1859
  - 27 апреля на пути из Ливерпуля в Нью-Йорк затонул на мелководье близ Ирландии американский парусный корабль «Pomona». Число погибших составило 388 человек[23].
  - 25 октября На скалы Альбиона выбросило штормом клипер «Роял Чартер». В кораблекрушении погибли 456 матросов, морских офицеров и пассажиров[23].
- 1860
  - 19 февраля близ мыса Сейбл выбросило на скалы пароход «Hungaria». Погибли 205 человек[23].
  - 8 сентября американское судно «Леди Элджин»[англ.] затонуло после столкновения со шхуной «Augusta of Oswego» на озере Мичиган; около 400 погибших[24].
  - 19 сентября паровой фрегат турецкой эскадры «Ertogrul» потерпел крушение близ Японских островов. Из 609 человек на борту судна погибли 540[23].

## 1861—1870
- 1861
  - 14 ноября у берегов Нидерландов потерпело крушение учебное судно ВМС Пруссии «Амазоне»[англ.]; погибло 107 человек[25].
  - ~ 13 декабря во время перехода из Зондского пролива к мысу Доброй Надежды пропал без вести винтовой клипер российского военно-морского флота «Опричник» со всеми находившимися на борту пассажирами и членами экипажа (всего около 100 человек). Вероятная причина гибели — потеря остойчивости и опрокидывание при ураганном ветре.
- 1862
  - 27 июля следуя рейсом из Сан-Франциско в Панаму загорелся и затонул американский пароход «Golden Gate». В результате пожара погибло 258 человек; выживших в катастрофе — 80[23].
- 1863
  - 7 февраля на песчаном баре бухты Манукау в Новой Зеландии потерпел крушение британский пассажирский пароход «Орфей»[англ.]; погибли 190 человек[23].
  - 27 апреля на скалах близ мыса Рейс в условиях сильного тумана потерпел кораблекрушение пассажирский пароход «Anglo Saxon»[англ.]; жертвами катастрофы стали 237 человек.
- 1865
  - 27 апреля на реке Миссисипи близ Мемфиса вследствие взрыва парового котла затонул колесный пароход «Султанша», который вёз на север освобождённых пленных солдат северян. Погибли 1653 человека, спаслись в катастрофе 741 человек. Более семидесяти скончались чуть позже. Это кораблекрушение по сей день удерживает рекорд по числу жертв на речном транспорте и является (по числу жертв) самой масштабной катастрофой века[26].
  - 30 июля потерпел крушение американский корабль «Брат Джонатан»[англ.]; погибло 225 человек[27].
  - 24 августа близ города Калькутта потерпел катастрофу во время шторма парусник «Eagle Speed». Погибли 265 человек.
- 1866
  - 11 января в Бискайском заливе потерпел крушение во время шторма британский пароход «Лондон»[англ.]; в результате катастрофы погибли 220 человек.
  - 30 января во время рейса по реке Миссисипи взорвался паровой котёл на корабле Майами (англ. Miami). Число жертв − 150.
  - 3 октября следуя из Нью-Йорка в Новый Орлеан затонул пассажирский пароход «Вечерняя звезда» («Evening Star») под флагом США. Погибло 250 человек.
- 1867
  - 29 октября английское судно «Рон»[англ.] потерпело крушение близ острова Солт[англ.] относящемуся к Виргинским Островам; погибло 123 человека.
- 1869
  - 20 февраля в Адриатическом море взорвался выполняя учебный рейс паровой фрегат «Radetzky» (Австро-Венгрия). Трагедия унесла жизни 345 человек.
  - 27 октября в результате пожара во время рейса по реке Миссисипи американского парохода «Stonewall» погибли около двухсот человек.
- 1870
  - январь во время шторма потерпело крушение британское судно «Сити оф Бостон»[англ.]; погиб 191 человек.
  - 24 января неподалёку от Иокогамы затонул американский парусный корабль «Онейда»[англ.]; кораблекрушение унесло жизни 125 человек[28].
  - 7 сентября близ Испании у мыса Финистерре опрокинулся и затонул броненосец Королевского флота Великобритании «Captain», в катастрофе погибло 472 человека.
  - 19 октября близ Ирландии потерпел крушение пассажирский пароход «Камбрия»[англ.]; из 170 человек находившихся на борту судна выжил только один.

## 1871—1880
- 1871
  - 27 января у мыса Хаттерас столкнулись и затонули барк «Храмовник» («Templar») (США) и пароход «Кенсингтон» («Kensington») (Англия). Общее число погибших в столкновении судов — 150 человек.
- 1872
  - 31 марта на реке Миссисипи на пароходе «Океан» лопнул котел, пароход сгорел. Из 100 человек на борту более 60 погибли.
- 1873
  - 22 января в тёмное время суток, при столкновении с испанским пароходом «Murillo», пошёл на дно британский клипер «Northfleet». Погибли 293 человека (выжили в катастрофе 86)[29].
  - 1 апреля из-за навигационной ошибки, близ Новой Шотландии, разбивается на подводных скалах английский пассажирский пароход «RMS Atlantic». Погибло 547 человек[29].
  - 23 ноября в Атлантике, после столкновения с английским парусником «Loch Earn»[англ.], затонул французский лайнер «Ville du Havre»[англ.]. Авария уносит жизни 230 человек[29].
- 1874
  - 11 сентября на пути из Англии в Аден загорелся британский пароход «Culcutta». Большинство людей находившихся на борту погибли.
  - 6 декабря следуя из Англии на острова Окленд загорелся клипер «Cospatrick»[англ.]; в результате пожара судно было полностью уничтожено. Погибли 470 человек, спаслись в катастрофе лишь шестеро[29].
  - 17 декабря выполняя по расписанию пассажирский рейс Иокогама — Гонконг, был полностью уничтожен огнём пароход «Japan».
- 1875
  - 24 февраля во время шторма разбился британский корабль «Gothenburg»[англ.], в катастрофе погибло около ста человек[30].
  - 7 мая в густом тумане, о подводные скалы близ архипелага Силли, разбился пароход «Schiller» (Германия). В результате погибло более 200 человек[29].
  - 4 ноября При столкновении двух парохода «Orphey» с другим пароходом «Pacific», последний был потоплен. Погибли 276 человек, выжил, из находившихся на борту колёсника «Pacific», только один.
  - 6 декабря при входе в устье реки Темзы из-за человеческого фактора садится на мель и гибнет пассажирский пароход «Дойчланд» («Deutschland») под германским флагом. 157 человек погибли[29].
- 1878
  - 24 марта во время бури мощным линейным шквалом близ острова Уайт был опрокинут и затонул менее чем за две минуты, шлюп «Eurydice»[англ.] ВМФ Великобритании. Погибли 376 человек.
  - 31 мая немецкий броненосец «Grosser Kurfürst»[англ.] затонул после столкновения с другим германским военным судном «König Wilhelm»[англ.]; в катастрофе погибло более 250 человек.
  - 3 сентября речной экскурсионный пароход «Принцесса Алиса» («Princess Alice») затонул после того, как столкнулся с грузовым судном «Bawell Castle» на реке Темза неподалёку от английской столицы, города Лондона. В результате погибли более 700 человек[29].
  - 18 декабря пассажирский пароход «Бизантин» (фр. «Byzantin») водоизмещением около 1000 тонн затонул в проливе Дарданеллы; погибло 210 человек[29].
- 1879
  - 2 декабря в северной части Атлантического океана потерпел бедствие немецкий пассажирский пароход «Боруссия» («Borussia»). Катастрофа унесла жизни 165 человек.
- 1880
  - 31 января британское судно «Джуно»[англ.], которое раньше также именовалось «Атланта» и «Маринер», отошло от Бермудских островов и исчезло; на борту корабля находилось около 280 курсантов и офицеров Королевского флота[31].
  - 24 ноября Пароход «Oncle Jozeph» (Франция) столкнулся с другим судном и затонул. Более 250 человек стали жертвами трагедии.

## 1881—1890
- 1881
  - 26 апреля в результате взрыва пороховых погребов был разрушен и затонул английский винтовой шлюп «Дотерел»[англ.], который стоял на якоре в чилийском порту Пунта-Аренас. Только 12 из 155 членов экипажа выжили в катастрофе.
  - 29 апреля потерпело крушение новозеландское судно «Тараруа»[англ.]; погиб 131 человек.
  - 24 мая в Канаде, на реке Темза, перевернулся вверх килем пароход «Виктория» («Victoria»). Более 200 человек так и не смогли выбраться на поверхность.
  - 30 августа английский пароход «Teuton» перевозящий пассажиров разбился на подводных скалах близ мыса Бурь. Погибли около 200 человек.
- 1883
  - 18 января столкнувшись в Северном море с пароходом «Sultan» ушёл под воду германский пассажирский лайнер «Cimbria». Это происшествие закончилось смертью для 437 пассажиров и членов экипажа.
  - 3 июля На шотландской верфи в Глазго «Александр Стефен» сразу после того, как был спущен на воду британский грузовой корабль «Daphne»[англ.], судно перевернулось на реке Клайд. Лишились жизни 124 человека.
- 1884
  - январь — потерпело крушение американское судно «Сити оф Колумбус»[англ.]; погибло около ста человек[32].
  - 18 апреля недалеко от побережья Ирландии столкнулись два корабля: барк «Pomena» (Англия) и пароход «State of Florida» (США). Оба судна затонули после сильного удара. Погибло 150 человек.
  - 22 июля близ мыса Финистерре столкнулись два парохода: «Gigon» (Испания) и «Lexham» (Англия). оба судна пошли ко дну, в результате чего погибло более 150 человек.
- 1887 
  - 20 января близ от побережья Бразилии жёстко ударились друг о друга барк «Ada Melmore» и английское судно на паровой тяге «Капунда»[англ.]; около трёхсот человек стали жертвами водно-транспортного происшествия.
  - 19 ноября возле Дувра голландский лайнер «Шолтен» («Scholten») рейсом Роттердам-Нью-Йорк столкнулся с британским угольщиком «Роза Мери» и затонул, погибло 132 человека.
- 1888
  - 6 ноября на южной оконечности Британских островов в районе мыса Лизард столкнулись пароход «Nantes» (Англия) и парусник (Германия). На утро следующего дня «Нант» стал резко тонуть. Лишь одному человеку из всех находившихся на борту удалось спастись.
  - 8 ноября во время циклона судно «Vaitarna»[англ.], шедшее под флагом Британской Индии, пропало близ побережья Гуджарата; погибло 746 человек.
- 1890
  - 2 января 130 человек погибло на скалах острова Корсика при крушении английского пассажирского парохода «Персия» («Persia»).
  - 17 февраля в Южно-Китайском море затонул на мелководье английский пароход «Duberg» перевозящий пассажиров. Более четырёхсот человек стали жертвами катастрофы.
  - 28 февраля близ побережья Австралии на рифе Йорк разбился британский пароход «Кветта»[англ.]. Погибло 124 человека.
  - 18 сентября во время шторма ударился о рифы и затонул фрегат «Эртогрул» шедший под флагом Османской империи; погибло 533 моряка.
  - 10 ноября крейсер «Serpent» ВМФ Британии во время шторма выбросило на скалы близ испанского побережья. В результате ЧП погибло 167 человек.

## 1891—1900
- 1891
  - 17 марта после столкновения британского линейного корабля «Anson» и пассажирского парохода «Утопия»[англ.], который пытался встать на якорь на Гибралтарском рейде, последний затонул, когда получил пробоину от тарана «Энсона». Жертвами столкновения стали около 600 человек, включая двух матросов с судна «Immortalité», которые принимали участие в спасательной операции[33].
  - 22 апреля взрыв крюйт-камеры на фрегате «Blanco Encalada» ВМФ Чили стал причиной гибели в гавани Калдера более чем двухсот чилийских военнослужащих.
- 1892
  - 13 января на подводных рифах в Южно-Китайском море разбилось английское паровое судно «Namchow». Погибло 414 человек.
  - 10 октября в Тайваньском проливе потерпело крушение британское судно «Бохара»[англ.]; в катастрофе погибло 125 человек.
  - 27 октября близ берегов Португалии потерпел крушение английский пароход «Румыния» («Roumania»); в катастрофе погибло 113 человек, выжило лишь девять.
- 1893
  - 11 февраля при переходе из Ливерпуля в Нью-Йорк бесследно исчез пароход британской компании White Star Line Naronic с 74 пассажирами на борту. Судно должно было прибыть в Нью-Йорк 20 февраля, но данных о том, что «Нароник» прибыл в порт назначения, не поступало.
  - 22 июня во время манёвров в Средиземном море флагманский британский броненосец «Виктория»[англ.] был протаранен другим броненосцем «Кампердаун»[англ.] и затонул. Трагическая ошибка командующего эскадрой вице-адмирала Джорджа Трайона унесла жизни 350 человек.
  - 7 сентября в Финском заливе при переходе из Ревеля в Гельсингфорс потерпела крушение броненосная лодка ВМФ Российской империи «Русалка». Весь экипаж (в составе 177 человек) погиб.
- 1894
  - 1 ноября у побережья Новой Зеландии в результате крушения новозеландского парохода «Wairarapa»[англ.] погибли 134 человека.
- 1895
  - 30 января в Северном море в результате столкновения с английским угольщиком «Crathie» потерпел крушение немецкий океанский лайнер «Эльба»[англ.]. Число жертв составило 335 человек.
  - 11 марта в районе Гибралтарского пролива потерпел крушение крейсер «Reina Regente»[англ.] ВМФ Испании. Более четырёхсот человек погибли в этой морской катастрофе.
  - 21 июля ночью при входе в залив Специя столкнулись два итальянских судна «Maria P.» и «Ortigia». 148 человек на борту первого судна погибли в аварии.
- 1896
  - 30 апреля на пути из Шанхая в Ханькоу британский пароход «On wo» столкнулся с другим пароходом «Newchwang» и ушёл на дно. В ЧП погибли около 250 человек.
  - 17 июня во время шторма близ французского города Брест терпит крушение английский пароход «Drummond Castle». Погибло более 250 человек.
  - 8 декабря у побережья Испании, близ мыса Коррубебо потерпел крушение пароход «Sailer» (Германия). Погиб 281 человек.
- 1898
  - 15 февраля после взрыва в морской гавани города Гавана на броненосце «Мэн», корабль ВМФ США затонул; жертвами катастрофы стали 260 американских моряков[34].
  - 4 июля после столкновения с английским парусником «Cromantishire» у острова Сейбл затонул лайнер «Ла Бургонь» («La Bourgogne») (Франция). Жертвами катастрофы стали 561 человек[34].
  - 14 октября на рифах Монаклс был разбит штормом английский пассажирский пароход «Мохеган»[англ.]. Причина катастрофы — человеческий фактор, итог — сто семьдесят погибших[34].
  - 26 ноября в прибрежной зоне США, у мыса Код терпит крушение американский пассажирский пароход «Portland». Погибли 157 человек, никто из находившихся на борту корабля не выжил[34].
- 1899
  - 30 марта в проливе Ла-Манш на скалах Каскеттс из-за навигационной ошибки потерпел крушение пассажирский пароход «Стелла»[англ.], шедший под флагом Великобритании. Жертвами катастрофы стали 105 пассажиров и членов экипажа[34].